# Баликесір (ільче)
Баликесір (тур. Balıkesir) — центральний (merkez) ільче (округ) у складі ілу Баликесір на заході Туреччини. Адміністративний центр — місто Баликесір.

## Склад
До складу ільче (округу) входить 5 буджаків (районів) та 124 населених пункти (4 міста та 120 сіл):
| Поселення  | Площа, км² | Населення, осіб (2010) | Центр      | Населені пункти |
| ---------- | ---------- | ---------------------- | ---------- | --------------- |
| Баликесір  | -          | 312047                 | Баликесір  | 51              |
| Ертугрул   | -          | 6761                   | Ертугрул   | 19              |
| Єнікьой    | -          | 3737                   | Єнікьой    | 10              |
| Конакпинар | -          | 5254                   | Конакпинар | 24              |
| Шамли      | -          | 7094                   | Шамли      | 20              |

### Найбільші населені пункти
| №  | Населений пункт | Населення, осіб (2010) |
| -- | --------------- | ---------------------- |
| 1  | Баликесір       | 265 747                |
| 2  | Памукчу         | 3 273                  |
| 3  | Шамли           | 1 981                  |
| 4  | Караман         | 1 966                  |
| 5  | Чайирхісар      | 1 964                  |
| 6  | Коджаавшар      | 1 953                  |
| 7  | Кабакдере       | 1 933                  |
| 8  | Айшебаджи       | 1 686                  |
| 9  | Баликли         | 1 627                  |
| 10 | Маджарлар       | 1 608                  |